# ワルツ第6番 (ショパン)
ワルツ第6番（ワルツだいろくばん）変ニ長調 作品64-1 は、フレデリック・ショパンが作曲したピアノ独奏のためのワルツで、晩年の1846年から1848年にかけての作品である。デルフィーヌ・ポトツカ伯爵夫人にささげられたこの曲は『小犬のワルツ（子犬のワルツ）』（こいぬのワルツ、仏：Valse du Petit Chien）の通称で知られている。また英語では「Minute Waltz」という愛称でも知られている。

## 概要
作品64は3曲からなっており、第2曲の有名な嬰ハ短調のワルツ、最後の転調色彩感あふれる変イ長調のワルツと対照を成している。第1曲に第一義明朗な作品、以降の曲に陰鬱深刻なそれを組み合わせるのは作者の常であり、『華麗なる円舞曲』や『軍隊ポロネーズ』も同様の手法で公表されている。

## 作曲の経緯
ショパンの恋人であったジョルジュ・サンドが飼っていた子犬が自分の尻尾を追ってぐるぐる回る習慣を持っており、サンドがショパンにそれを音楽で描写して欲しいと頼んだことから即興的に作曲されたものといわれている。なお、中盤の高く短い音は子犬がつけた[鈴]の音といわれている。

## 曲の構成

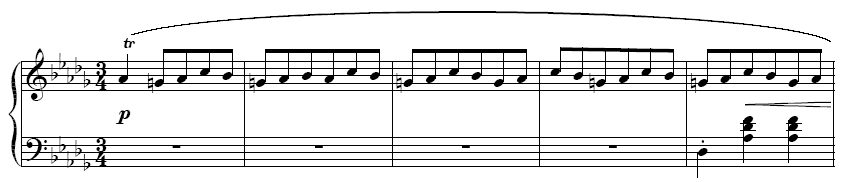
「小犬のワルツ」の冒頭部分

複合三部形式による。第1部のリズミカルで美しいスケールとトリオの甘いメロディが特徴的である。
変ニ長調の右手のモノローグの後に左手のワルツリズムが規則的に現れる。冒頭の変イ音にはトリルを入れるバージョンとトリルのないバージョンが存在する。

## その他
NHK教育テレビのアニメ『忍たま乱太郎5』のエンディングテーマで、松尾銀三によりこの曲がカバーされている（『ヘムヘムのワルツ』・1998年2月12日及び2月19日（91話・96話））。
山川啓介がこの曲に歌詞をつけ、森山良子が歌っている。
かつて、アメリカの出版社"Music Treasure Publications"からこの曲による13曲の技巧的な編曲集が出版されていた。2曲を除いてフレドリク・ウレーンが"Got a Minute?"（邦題『超絶のショパン』）の名でBISからCDをリリースしている（この曲集の他にショパンのピアノ曲の編曲を収録）。
収められた曲の編曲者は以下の通り。
- Joseffy:Concertstudie uber den Des-dur Walzer von Chopin
- Rosenthal:Studie uber den Walzer Op.64 No.1 von F.Chopin
- Philipp:1ere Etude de Concert d'apres une valse de F. Chopin、Etude de Concert pour la main gauche d'apres Chopin
- Max Laistner:Etude de Concert after the Valse, Op.64, No.1 CHOPIN (未録音)
- Giuseppe Ferrata:Two Studies on CHOPIN'S VALSE Op.64, No.1
- Michael von Zadora[3]:Studie uber einen Chopin Walzer (未録音)
- Moriz Moszkowski:Valse, Op.64 No.1
- Michalowski:Paraphrase sur le Valse re bemol majeur de FR. CHOPIN, Oevre 64, N.1
- Joe Furst（本名:Joseph Furstenberg[4]）:Showpan Boogie…ブギウギ風の編曲。
- Sorabji:Pastiche on Minute Waltz of Chopin

この他にも、レオポルド・ゴドフスキーなどがピアノ用に手を加えた編曲を残している。